# Equipollenza (enigmistica)
L'equipollenza è un vizio tecnico dei giochi enigmistici che consiste nell'uso di parole etimologicamente affini, come nella sciarada arma / dio = armadio. Questa combinazione è generalmente considerata invalida perché il totale (armadio) deriva da una delle parti (arma). Le ragioni del "divieto" dipendono dal fatto che gli schemi enigmistici tendono a scoprire relazioni "ad effetto" fra le parole: effetto che viene a mancare quando i termini, per loro stessa natura, sono inevitabilmente simili. Ciò è facilmente verificabile quando le parole appartengono allo stesso ambito semantico: tuttavia è necessaria attenzione, perché in alcuni casi la lingua può trarre in inganno (ad es. il participio "lette" e il sostantivo "lettere" non hanno fra loro alcun rapporto; mentre parole come gallo e pappagallo sono legate solo da una falsa etimologia popolare).
L'equipollenza può viziare anche lo svolgimento degli enigmi, particolarmente quelli in versi, o gli esposti delle crittografie; ma in questo caso entra piuttosto in gioco il rapporto con il lettore. Ad es. il solutore che trovasse la parola "casella" in un indovinello che allude alla "casa" sarebbe portato a escludere questa soluzione. Peggio ancora sarebbe se trovasse proprio il termine "casa": ma in questa ipotesi si ricade piuttosto sotto un altro vizio, la macrologia.
Non si tratta però di una regola rigorosa. L'equipollenza, ad esempio, è stata comunemente accettata in passato: a tutt'oggi l'enigmistica si considera un'arte, e dunque ritiene che i suoi "canoni" possano variare al variare dei gusti. D'altra parte autori di primo piano, se non grandi maestri, ne hanno fatto uso: il Valletto, ad esempio, pubblicò ancora nel 1952 una serie di indovinelli contenenti equipollenze, se non addirittura macrologie, pur servendosene in un senso diverso rispetto alla soluzione.
Soprattutto, comunque, e pur sempre per la natura artistica degli enigmi, i vari difetti possono essere compensati da pregi di gran lunga superiori. L'equipollenza non fa eccezione. Un classico esempio è il seguente.
| Crittografia a frase (1'6 3 9 = 6 1 7 5) SONO ONICOFAGO (Tello, 1973) |

Un gioco in particolare, la crittografia mnemonica, è il più "permeabile" all'equipollenza.